# El descubrimiento del inconsciente
El descubrimiento del inconsciente. Historia y evolución de la psiquiatría dinámica es una obra clásica de historia médica e historiografía, escrita por el historiador y médico suizo Henri F. Ellenberger.

## Contenido
Fue publicada por primera vez en 1970 y se ha reimpreso desde entonces, convirtiéndose en la obra de referencia sobre el desarrollo inicial y subsiguiente de la psiquiatría dinámica, cubriendo el periodo que va desde la antigüedad hasta la década de 1950.
Esta obra de 1054 páginas (en su versión española) se basa en las contribuciones y pensamientos de Pierre Janet, Sigmund Freud, Alfred Adler y Carl Gustav Jung, pero los primeros cinco capítulos sobre los primeros siglos contienen información abundante sobre los precursores de la psiquiatría moderna, incluyendo el exorcismo, el mesmerismo y la hipnoterapia. La obra describe las primeras nociones en medicina sobre la existencia de una mente inconsciente. Ellenberger relata la exploración gradual de este mundo desconocido de pensamiento y sentimiento inconsciente. La obra es enciclopédica, con miles de referencias a otras obras de literatura, pero el autor tiene su propio punto de vista lo cual es fruto de polémica.

## Capítulos
Los capítulos principales del libro son los siguientes:
1. Los antepasados de la psicoterapia dinámica
2. La aparición de la psiquiatría dinámica
3. La primera psiquiatría dinámica (1775-1900)
4. El entorno de la psiquiatría dinámica
5. En el umbral de una nueva psiquiatría dinámica
6. Pierre Janet y el análisis psicológico
7. Sigmund Freud y el psicoanálisis
8. Alfred Adler y la psicología individual
9. Carl Gustav Jung y la psicología analítica
10. Aparición y ascenso de la nueva psiquiatría dinámica
11. Conclusión

## Edición en castellano
- Ellenberger, Henri F. (1976). El descubrimiento del inconsciente. Historia y evolución de la psiquiatría dinámica. Versión española de Pedro López Onega. Biblioteca de psicología y psicoterapia. Dirigida por Juan José López Ibor. Madrid: Editorial Gredos. ISBN 9788424924508 (Rústica) / ISBN 9788424924515 (Tela).